# Баграданска клисура
Баграданската клисура е пролом на река Велика Морава. Намира се до село Баградан, откъдето носи името си. Разделя долината  на горноморавска и долноморавска котловина. Дължината ѝ е 14,5 km, а ширината 1,2 – 3 km. През Баграданската клисура преминава римският път Виа Милитарис, а днес – основната транспортно-комуникационна артерия в Сърбия Автомагистрала А 1 и железопътната линия, свързваща Белград с Ниш.